# ヴィシャーノ
ヴィシャーノ（イタリア語: Visciano）は、イタリア共和国カンパニア州ナポリ県にある、人口約4,400人の基礎自治体（コムーネ）。

## 地理

### 位置・広がり
ナポリ県北東部のコムーネ。州都・県都ナポリから東北東へ28kmの距離にある。

#### 隣接コムーネ
隣接するコムーネは以下の通り。括弧内のAVはアヴェッリーノ県所属を示す。
- アヴェッラ (AV)
- バイアーノ (AV)
- カザマルチャーノ
- リーヴェリ
- マルツァーノ・ディ・ノーラ (AV)
- モンテフォルテ・イルピーノ (AV)
- ムニャーノ・デル・カルディナーレ (AV)
- ノーラ
- パーゴ・デル・ヴァッロ・ディ・ラウロ (AV)
- スペローネ (AV)
- タウラーノ (AV)